# جری مارچ
جری مارچ (انگلیسی: Jerry March زاده ۱ آگوست ۱۹۲۹ – درگذشته ۲۵ دسامبر ۱۹۹۷) شیمیدان اهل ایالات متحده آمریکا در رشته شیمی آلی و استاد دانشگاه آدلفی نیویورک بود. عمده شهرت وی به دلیل تالیف کتاب (March's Advanced Organic Chemistry) است که تاکنون ۶ ویرایش از آن به چاپ رسیده است.